# ميوشي يوشيتسوغو
ميوشي يوشيتسوغو (باليابانية: 三好義継؛ بالكانا: みよし よしつぐ) هو ساموراي ياباني، ولد في 1549، وتوفي في 10 ديسمبر 1573.